# HD 231701 b
HD 231701 b es un planeta extrasolar situado a approximadament 354 años luz en la constelación de Sagitta. Este planeta orbita a 0,55 UA de la estrella HD 231701 con una excentricidad de 0,19. Sobre la base de su elevada masa 1,08 MJ, el planeta es probablemente un gigante gaseoso, lo que significa que el planeta no debe tener una superficie sólida, de manera parecida a los planetas externos.